# Bistum Subotica
Das Bistum Subotica (lat.: Dioecesis Suboticanus) ist eine in Serbien gelegene römisch-katholische Diözese mit Sitz in Subotica. 

## Geschichte
Das Bistum Subotica wurde am 10. Februar 1923 durch Papst Pius XI. als Apostolische Administratur Jugoslawien errichtet. Am 25. Januar 1968 wurde die Apostolische Administratur Jugoslawien durch Papst Paul VI. mit der Apostolischen Konstitution Praeclarissima Pauli zum Bistum erhoben. Es ist dem Erzbistum Belgrad als Suffraganbistum unterstellt.

## Einzelnachweise

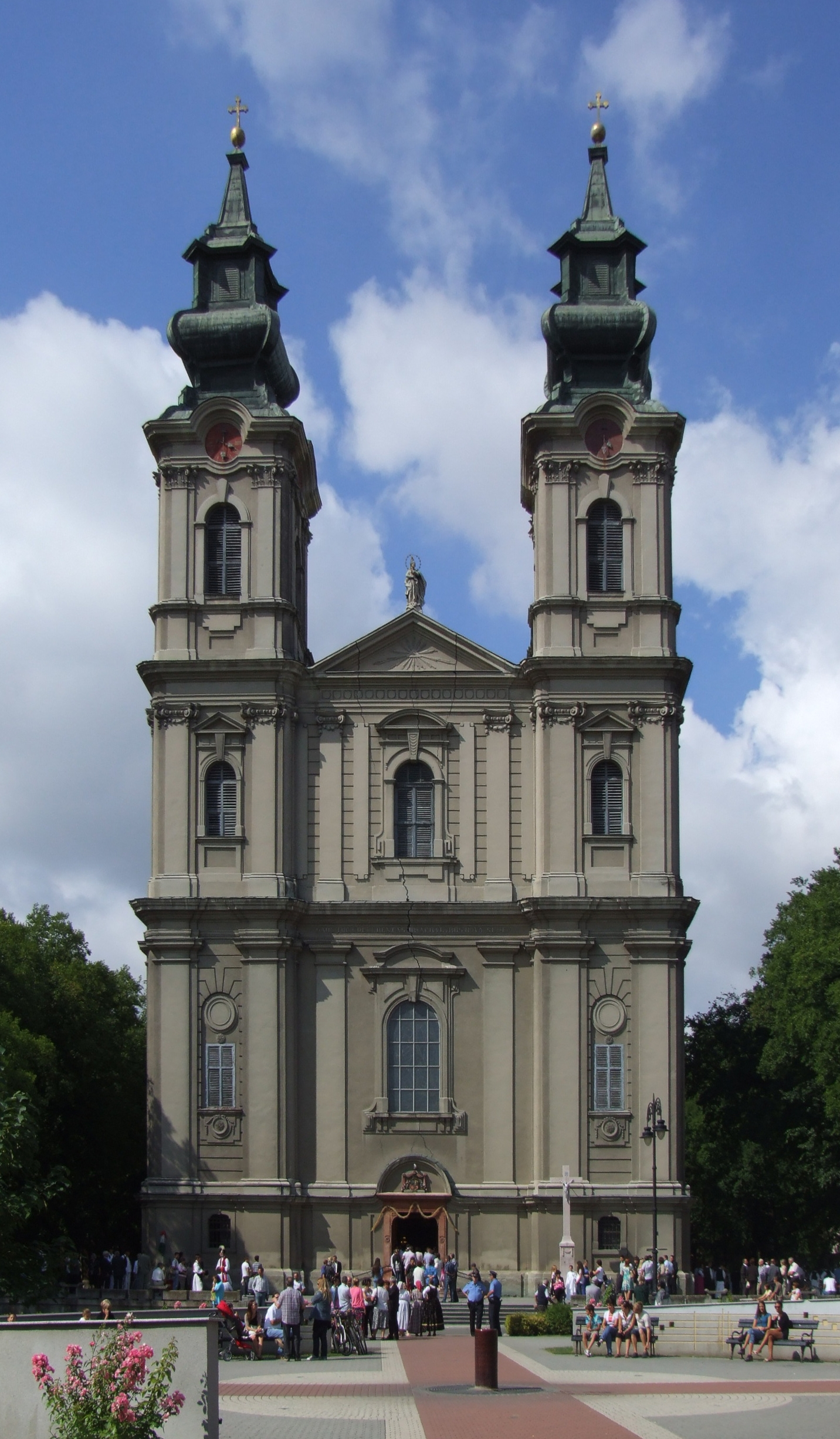
Kathedrale St. Teresa von Ávila

## Ordinarien

### Apostolische Administratoren von Jugoslawien
- Lajčo Budanović, 1927–1958
- Matiša Zvekanović, 1958–1968

### Bischöfe von Subotica
- Matija Zvekanović, 1968–1989
- János Pénzes, 1989–2020
- Slavko Večerin, 2020–2022
- Ferenc Fazekas, seit 2023